# ポルト・ド・ショワジー駅
ポルト・ド・ショワジー駅（ポルト・ド・ショワジーえき、仏: Porte de Choisy）は、フランス・パリの13区にある、メトロ（地下鉄）7号線（メリー・ディヴリー方面支線）の駅。

## 概要

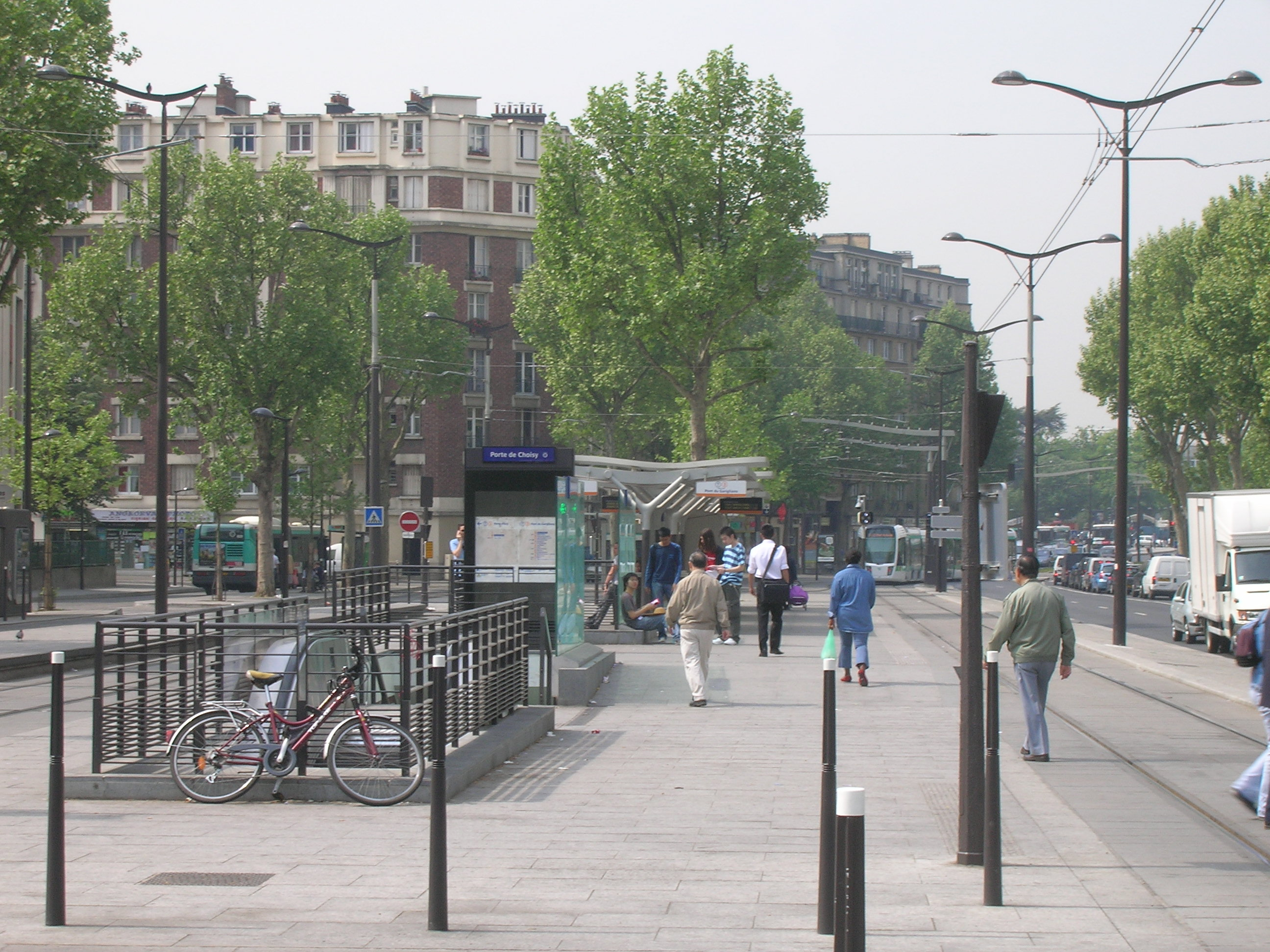
駅入口

1930年3月7日、現在のメトロ7号線の一部にあたるメトロ10号線がプラス・ディタリー駅から延伸された際、その延伸区間の終端駅として開設された。1931年4月26日、プラス・モンジュ駅〜ポルト・ド・ショワジー駅間が7号線に移管されるのに伴い7号線の駅となり現在に至る。
駅名は19世紀中ごろにパリを囲むように建設されたティエールの城壁の門ポルト・ド・ショワジー（ショワジー門）にちなむ。駅自体はポルト・ディタリーの付近を通るマッセナ大通りの地下に位置する。相対式ホーム2面2線の構造を持つ。
出入口は複数あり、階段のみ設置されている出入口は、当駅に乗り入れるパリ・トラムの3a号線ホームへのものが2か所、マッセナ大通り124番地へのものが1か所ある。さらにメリー・ディヴリー駅方面には、これもトラムのホームへ続く出入口でエスカレーターを備えた出入口が設けられている。

## 利用状況
2011年の年間乗車人員は311万6,890人、2012年は309万7,035人。2013年の年間乗車人員は308万5,089人で、これはパリメトロで170番目の多さである。

## 利用可能な鉄道路線
- パリメトロ
  - 7号線
- パリ・トラム
  -  3a号線

## 歴史
- 1930年3月7日 - 10号線（当時）プラス・ディタリー〜ポルト・ド・ショワジー間の延伸に伴い開業。
- 1931年4月26日 - 7号線に移管される。

## 駅周辺
- ポルト・ディタリー（フランス語版）
- パリ・アジア人街（フランス語版）
- ジョルジュ・カルパンティエ・ホール（フランス語版）

## バス路線
パリ交通公団 (RATP) の路線バス183系統が運行されており、夜間にはノクティリアン（フランス語版）の深夜バスN31系統の運行も設定されている。

## 隣の駅
パリメトロ
7号線（メリー・ディヴリー方面支線）
ポルト・ディタリー駅 （Porte d'Italie） - ポルト・ド・ショワジー駅 - ポルト・ディヴリー駅（Port d'Ivry）

## 新線計画
2020年にトラム9号線 (T9) が開通し、現在の路線バス183系統を置き換える予定である。